# Bernardo della Torre
Bernardo Maria della Torre (Napoli, 9 novembre 1746 – Portici, 28 maggio 1820) è stato un teologo, patriota e vescovo cattolico italiano.

## Biografia
Ordinato sacerdote nel 1771, insegnò filosofia nel seminario arcivescovile di Napoli. In questo stesso contesto, qualche anno più tardi, in seguito alla pubblicazione di un lavoro sulla metafisica, ebbe una curiosa disputa letteraria con Carlo Rosini, all'epoca prefetto del seminario, impostata sullo scambio di lettere critiche pubblicate con pseudonimi: il secondo utilizzò quello di Filalete, il primo scrisse con quello di Ritobulo.
Dal 9 aprile 1792 fu vescovo di Marsico Nuovo, mentre il 18 dicembre 1797 venne nominato vescovo di Lettere. Nel 1799, quando scoppiò la Rivoluzione Napoletana, era anche vicario generale dell'arcidiocesi di Napoli. In questa veste prese parte attiva a quei fatti, facendo parte della commissione ecclesiastica. E, in particolare con una Lettera pastorale, quella A' fedeli della sua diocesi, definendosi emblematicamente "cittadino", assunse forti accenni democratici. Proprio per effetto di tale scritto, a seguito del ristabilimento dell'ordine da parte dell'esercito di Ferdinando IV, fu arrestato e rischiò la condanna a morte, che gli fu evitata solo grazie alla protezione di Luisa Granito, moglie di Francesco Ricciardi. Condannato all'esilio, come molti esuli napoletani si rifugiò in Francia, per rientrare a Lettere nel 1806, con l'avvento nel Regno di Napoli di Giuseppe Napoleone. Con il successore di questi, Gioacchino Murat, della Torre fu nominato in una commissione, di cui facevano parte anche Giuseppe Capecelatro, Melchiorre Delfico e Vincenzo Cuoco, per la riorganizzazione del sistema della pubblica istruzione.
Dal 21 dicembre 1818, e fino alla morte, fu vescovo di Castellammare di Stabia.

## Opere parziali
- Il Teopompo o sia dialoghi apologetici della cristiana religione contro l'autore del Testamento di Mesliero e diversi altri critici, Stamp. Raimondiana, Napoli 1773.
- De' caratteri degl'increduli, presso Michele Morelli, Napoli 1779.
- Il cristianesimo stabilito. Poema epico a sua altezza reale D. Leopoldo principe delle due Sicilie, Tip. Trani, Napoli 1816.
- La Verità della religione cristiana con facile metodo dimostrata, 2 voll., presso Domenico Sangiacomo, Napoli 1821 (opera postuma).

## Genealogia episcopale
La genealogia episcopale è:
- Cardinale Scipione Rebiba
- Cardinale Giulio Antonio Santori
- Cardinale Girolamo Bernerio, O.P.
- Arcivescovo Galeazzo Sanvitale
- Cardinale Ludovico Ludovisi
- Cardinale Luigi Caetani
- Cardinale Ulderico Carpegna
- Cardinale Paluzzo Paluzzi Altieri degli Albertoni
- Papa Benedetto XIII
- Papa Benedetto XIV
- Papa Clemente XIII
- Cardinale Luigi Valenti Gonzaga
- Vescovo Bernardo Maria della Torre